# تپه قوش چاکر
تپه قوش چاکر مربوط به دوره اسلامی در شهرستان سرخس روستای قوش چاکر است. این اثر در تاریخ ۲۰ شهریور ۱۳۹۵ با شمارهٔ ثبت ۳۱۵۵۵ به‌عنوان یکی از آثار ملی ایران به ثبت رسیده است.